# Saiyad Masudal Hasan Jafri
Saiyad Masudal Hasan Jafri (o Saiyid Masudul Hasan Jafri) ( 1927 - 1986 ) fue un botánico pakistaní. En 1976, con Syed Irtifaq Ali, fueron editores de Flora de Libia y de Pakistán. Y en ellas fue el autor de la familia Brassicaceae.

## Honores

### Epónimos
- (Brassicaceae) Phaeonychium jafrii Al-Shehbaz[2]
- (Brassicaceae) Solms-laubachia jafrii (Al-Shehbaz) J.P.Yue, Al-Shehbaz & H.Sun[3]
- (Scrophulariaceae) Scrophularia jafrii Khatoon & Qaiser[4]

- La abreviatura «Jafri» se emplea para indicar a Saiyad Masudal Hasan Jafri como autoridad en la descripción y clasificación científica de los vegetales.[5]